# دورالیاددا
دورالیاددا (به لاتین: Doraliyadda) یک منطقهٔ مسکونی در سری‌لانکا است که در استان مرکزی (سری‌لانکا) واقع شده‌است.